# John Christian
John Dirne (Ámsterdam, Países Bajos, 14 de septiembre de 1981), más conocido por su nombre artístico John Christian, es un DJ y productor holandés orientado al Electro House

## Biografía
Ha estado activo desde 2012 y es un exalumno de la Academia Holandesa de Música. En enero de 2013 lanzó su remix de "I could Be The One" de Avicii & Nicky Romero, con el que entró en el top 100 establecido por Beatport.
Fundó su sello Freeway Recordings en noviembre de 2015.

## Discografía

### Sencillos
- 2013: Flight 643
- 2013: Gunshot
- 2014: Speed Of Light (con Sem Thomasson)
- 2014: Next Level (Nicky Romero Edit)
- 2014: Pinball (con Shermanology and Oliver Rosa)
- 2014: Samba (con Klauss Goulart)
- 2015: Collage (con Arin Tone and Corey James)
- 2015: What
- 2015: Down (con Volt & State)
- 2015: Brothers (featuring Eric Lumiere)
- 2015: Hit 'M Like This (con Jacky Greco)
- 2016: Flux (con Mantrastic)
- 2016: Infinity 2016 (Tribute) (con Arin Tone)
- 2016: Glance To The Future (with TripL featuring Jessy Katz)
- 2016: House Of God (con Arin Tone)
- 2016: Where Is The Party
- 2016: Don't Come Back (con Djs From Mars)
- 2017: The Grimm
- 2017: Iconic (con Nicky Romero)
- 2017: The Sign
- 2017: Scream (con Tiësto)
- 2017: Back To The Oldskool
- 2017: Funkastarz
- 2018: How Low (con Vavo)
- 2018: I Like It Loud (con Tiësto feat Marshall Masters & The Ultimate MC)
- 2018: The Trip
- 2018: The House Is Mine
- 2019: Let's Get This Thing Started
- 2019: Can't You Feel It (con Tiesto)
- 2019: Uno
- 2019: Turn Up (con Dimitri Vegas & Like Mike) [Tomorrowland 2019 EP]
- 2019: Club Bizzare (con Juliette Claire)
- 2019: Technoprime (con Tony Junior)
- 2020: Dos

### Remixes
- 2013: Nicky Romero & Avicii - "I Could Be the One" (John Christian Remix)
- 2015: MOTi - "Valencia" (John Christian Remix)
- 2016: Andrea Rullo - "Alpha Centauri" (John Christian Edit)
- 2017: Tiësto & Diplo - "C'Mon" (John Christian Remix)
- 2017: Vavo & Redhead Roman feat. Max Landry - "We Have Won" (John Christian Edit)
- 2017: Dave Aude & Luciana - "Yeah Yeah 2017" (John Christian Remix)
- 2018: John Christian - "What" (2018 Edit)
- 2018: Fedde Le Grand - "Monsta" (John Christian Remix)
- 2019: Tiësto - "Grapevine" (John Christian Remix)
- 2019: Trobi - "We Can Change (Infinity)" (John Christian Remix)
- 2019: Mattn, Klaas & Roland Clark - "Children" (John Christian Remix)